# Zápas na Letních olympijských hrách 1972 – muži, volný styl nad 100 kg
Zápas ve volném stylu ve váhové kategorii nad 100 kg na Letních olympijských hrách 1972 v Mnichově probíhal od 27. do 31. srpna. O medaile se utkalo 13 zápasníků.

## Turnajové výsledky
Byl použit systém eliminace zápornými body. Zápasník, který nasbíral 6 negativních bodů, byl vyřazen z dalších bojů. Když zůstali v turnaji poslední tři, rozhodlo o jejich konečném pořadí speciální finálové kolo. 
Legenda
- DNA — Nenastoupil
- TPP — Celkem trestných bodů
- MPP — Trestných bodů v zápase

Penalizace
- 0 — Lopatkové vítězství, vítězství pro pasivitu, zranění, nebo diskvalifikaci protivníka
- 0.5 — Vítězství pro technickou převahu
- 1 — Vítězství na body
- 2 — Remíza
- 2.5 — Remíza, pasivita
- 3 — Prohra na body
- 3.5 — Prohra pro technickou převahu soupeře
- 4 — Lopatková prohra, prohra z důvodu pasivity, zranění, nebo diskvalifikace

### Kolo 1
| TPP | MPP |                            | Čas  |                              | MPP | TPP |
| --- | --- | -------------------------- | ---- | ---------------------------- | --- | --- |
| 1   | 1   | Stanisław Makowiecki (POL) |      | Yorihide Isogai (JPN)        | 3   | 3   |
| 3.5 | 3.5 | Miguel Zambrano (PER)      |      | Moslem Eskandar-Filabi (IRI) | 0.5 | 0.5 |
| 3   | 3   | Chris Taylor (USA)         |      | Alexandr Medveď (URS)        | 1   | 1   |
| 0   | 0   | Gıyasettin Yılmaz (TUR)    | 1:17 | Oldřich Vlasák (TCH)         | 4   | 4   |
| 0   | 0   | Wilfried Dietrich (FRG)    | 5:22 | István Maróthy (HUN)         | 4   | 4   |
| 1   | 1   | Osman Duraliev (BUL)       |      | Peter Germer (GDR)           | 3   | 3   |
| 0   |     | Ştefan Stîngu (ROU)        |      | Bye                          |     |     |

### Kolo 2
| TPP | MPP |                              | Čas  |                            | MPP | TPP |
| --- | --- | ---------------------------- | ---- | -------------------------- | --- | --- |
| 2.5 | 2.5 | Ştefan Stîngu (ROU)          |      | Stanisław Makowiecki (POL) | 2.5 | 3.5 |
| 4   | 1   | Yorihide Isogai (JPN)        |      | Miguel Zambrano (PER)      | 3   | 6.5 |
| 3.5 | 3   | Moslem Eskandar-Filabi (IRI) |      | Chris Taylor (USA)         | 1   | 4   |
| 1   | 0   | Alexandr Medveď (URS)        | 8:59 | Gıyasettin Yılmaz (TUR)    | 4   | 4   |
| 8   | 4   | Oldřich Vlasák (TCH)         | 6:54 | Wilfried Dietrich (FRG)    | 0   | 0   |
| 8   | 4   | István Maróthy (HUN)         | 4:56 | Osman Duraliev (BUL)       | 0   | 1   |
| 3   |     | Peter Germer (GDR)           |      | Bye                        |     |     |

### Kolo 3
| TPP | MPP |                            | Čas  |                              | MPP | TPP |
| --- | --- | -------------------------- | ---- | ---------------------------- | --- | --- |
| 5   | 2   | Peter Germer (GDR)         |      | Ştefan Stîngu (ROU)          | 2   | 4.5 |
| 7.5 | 4   | Stanisław Makowiecki (POL) | 2:35 | Moslem Eskandar-Filabi (IRI) | 0   | 3.5 |
| 8   | 4   | Yorihide Isogai (JPN)      | 1:45 | Chris Taylor (USA)           | 0   | 4   |
| 2   | 1   | Alexandr Medveď (URS)      |      | Wilfried Dietrich (FRG)      | 3   | 3   |
| 8   | 4   | Gıyasettin Yılmaz (TUR)    | 2:31 | Osman Duraliev (BUL)         | 0   | 1   |

### Kolo 4
| TPP | MPP |                      | Čas  |                              | MPP | TPP |
| --- | --- | -------------------- | ---- | ---------------------------- | --- | --- |
| 8   | 3   | Peter Germer (GDR)   |      | Moslem Eskandar-Filabi (IRI) | 1   | 4.5 |
| 8.5 | 4   | Ştefan Stîngu (ROU)  | 1:26 | Alexandr Medveď (URS)        | 0   | 2   |
| 5   | 1   | Chris Taylor (USA)   |      | Wilfried Dietrich (FRG)      | 3   | 6   |
| 1   |     | Osman Duraliev (BUL) |      | Bye                          |     |     |

### Kolo 5
| TPP | MPP |                              | Čas  |                       | MPP | TPP |
| --- | --- | ---------------------------- | ---- | --------------------- | --- | --- |
| 4   | 3   | Osman Duraliev (BUL)         |      | Chris Taylor (USA)    | 1   | 6   |
| 8.5 | 4   | Moslem Eskandar-Filabi (IRI) | 4:01 | Alexandr Medveď (URS) | 0   | 2   |

### Finále
Výsledky z předchozích kol se započítávají do finále (žlutě zvýrazněno).
| TPP | MPP |                      | Čas |                       | MPP | TPP |
| --- | --- | -------------------- | --- | --------------------- | --- | --- |
| 3   | 3   | Osman Duraliev (BUL) |     | Alexandr Medveď (URS) | 1   | 1   |

## Finálové pořadí
1. Alexandr Medveď (URS)
2. Osman Duraliev (BUL)
3. Chris Taylor (USA)
4. Moslem Eskandar-Filabi (IRI)
5. Wilfried Dietrich (FRG)
6. Peter Germer (GDR)